# Jean-Paul Marty
Pour les articles homonymes, voir Marty.
Jean-Paul Marty né le 30 décembre 1930 à Foix, (France), et décédé le 31 août 2010 à Toulouse, était un haut fonctionnaire et préfet français.
Son premier poste de préfet est dans les Ardennes. Dans la longue liste des préfets du département des Ardennes, c'est le premier préfet qui exerce après les lois de décentralisation, loi redéfinissant le rôle du représentant de l'État par rapport aux élus. Il a également été très actif au sein de la société d'entraide des membres de la Légion d'Honneur.

## Biographie
Il est le fils d'Edmond Marty, employé de banque, et de Clémence Marrot. Il épouse le 28 décembre 1957 Yvette Laurens avec qui il aura deux filles Isabelle et Anne.

### Parcours initial
Après des études secondaires au collège et lycée de Foix, il obtient une licence en droit à la faculté de droit de Paris. Il commence une carrière dans la fonction publique en 1948, dans les PTT. Puis, en 1952, il devient inspecteur des douanes.

### Haut fonctionnaire
En 1963, il rentre comme élève à l'ENA, promotion Stendhal à laquelle appartient également Lionel Jospin, Jean-Pierre Chevènement, Jacques Toubon, Ernest-Antoine Seillière, Henri Pigeat ou Alain Gomez. Il en sort en 1965 et effectue un stage au Conseil d’État. Puis il devient successivement en 1966 conseiller de tribunal administratif à Orléans et chargé de mission auprès du préfet de la région Centre, en 1968 directeur de cabinet du préfet de la région Centre, en 1971 sous-préfet d’Épernay, en 1976 secrétaire général de la préfecture de la Somme.

### Préfet
Il est nommé préfet des Ardennes le 7 mai 1982, nommé par le ministre de l'intérieur Gaston Defferre. Il y succède à Max Lavigne. Il est le premier préfet dans ce département après sur la décentralisation promulguées par ce ministre et modifiant profondément le rôle du préfet par rapport aux collectivités territoriales : le 10 mai 1982, le décret no 82-389 du  précise les pouvoirs et le nouveau périmètre d'action des Préfets. La mise en application se fera sans grande difficulté. Dès le 23 mai, une convention fixe entre le préfet et le président du conseil général la répartition des moyens et la nouvelle mise à disposition de fonctionnaires. Quelques rares débats auront lieu entre lui et ce président du conseil général des Ardennes, Jacques Sourdille, qui bien qu'élu du RPR, est très favorable à ce rééquilibrage des pouvoirs entre les élus locaux et le représentant de l'État.
Puis il devient préfet de la Manche en 1984, remplacé dans les Ardennes par Michel Mosser, préfet de la Loire en 1987. Avant de revenir en 1992 en région Champagne-Ardenne, nommé préfet de région et préfet de la Marne, par le ministre socialiste Philippe Marchand.
Dans cette dernière fonction, il s'investit notamment dans le contrat de plan et les aides de l'État à la région, par exemple sur les grands projets de restauration qui commenceront à apporter leur fruit dans les années suivantes : la restauration du château de Sedan, de la place ducale de Charleville-Mézières, des remparts de Langres, du château du Grand Jardin à Joinville, et de l'église Saint-Maclou de Bar-sur-Aube.

### Parcours complémentaire
En 1993, le ministre de l'intérieur Charles Pasqua le fait préfet hors-cadre, et le ministre de l'économie Edmond Alphandéry le nomme à la même date, le 24 septembre 1993, conseiller maître en service extraordinaire à la Cour des comptes.
En 1995, il devient préfet honoraire et conseiller maître honoraire. Puis, il prend en 1997 la fonction de vice-président national de la Société d'entraide des membres de la Légion d'Honneur jusqu'en 2009.
Il décède fin août 2010 à Toulouse et est inhumé à Foix dans sa terre natale.

## Décorations
- Officier de la Légion d'honneur, promu officier le 31 décembre 1991[11]
  -  Chevalier de la Légion d'honneur, le 28 décembre 1979
- Commandeur de l'ordre national du Mérite
- Officier de l'ordre des Palmes académiques
- Officier de l'ordre du Mérite agricole
- Médaille de la jeunesse, des sports et de l'engagement associatif, bronze
- Médaille commémorative des opérations de sécurité et de maintien de l'ordre

## Publications
- « Pour l'Yonne, une chance à saisir : le passage de l'autoroute Paris-Lyon », rapport de l'ENA, 1963.
- « Le préfet, commissaire de la République, représentant de l’État dans la décentralisation », Revue Administration, no 130, 1985.
- Allocution de Monsieur Jean-Paul Marty préfet de la Loire, VIIIe congrès national des femmes chefs d'entreprises le 20 septembre 1991 à Saint-Étienne.
- « Réflexions sur la France actuelle », Revue La Cohorte (revue de la Société des Membres de la Légion d’Honneur), no 166, février 2002.

## À voir aussi